# Val Fuentes
Val Fuentes (* 25. November 1947 in Chicago, Illinois) ist ein US-amerikanischer Schlagzeuger und war Mitglied bei der Westcoast-Rockband It’s a Beautiful Day.
Zunächst spielte er in einigen Bluesclubs in Chicago. Nachdem an die Westküste gezogen war, wurde er 1967 eines der Gründungsmitglieder von It’s a Beautiful Day. Fuentes ist der einzige Musiker, der tatsächlich auf allen It’s a Beautiful Day-Aufnahmen zu hören ist. Außerdem spielte Fuentes mit lokal bekannten Rockbands, wie Shadowfax, Fat Chance, den New Riders of the Purple Sage, Chris Rowan von den Rowan Brothers und der Linda Imperial Band.